# 고운점박이푸른부전나비
고운점박이푸른부전나비(scarce large blue, 학명: Phengaris teleius)는 부전나비과의 나비이다. 이름과는 달리 여러 가지 색깔이 있다. 오스트리아, 슬로베니아, 크로아티아, 체코, 프랑스, 조지아, 독일, 헝가리, 이탈리아, 일본, 카자흐스탄, 몽골, 네덜란드, 폴란드, 루마니아, 러시아, 북부 세르비아, 스페인, 스위스, 우크라이나, 구북구에서 동쪽으로 일본에 이르는 여러 지역에 분포한다. 이 종은 1779년 Johann Andreas Benignus Bergsträsser에 의해 처음 기재되었다.

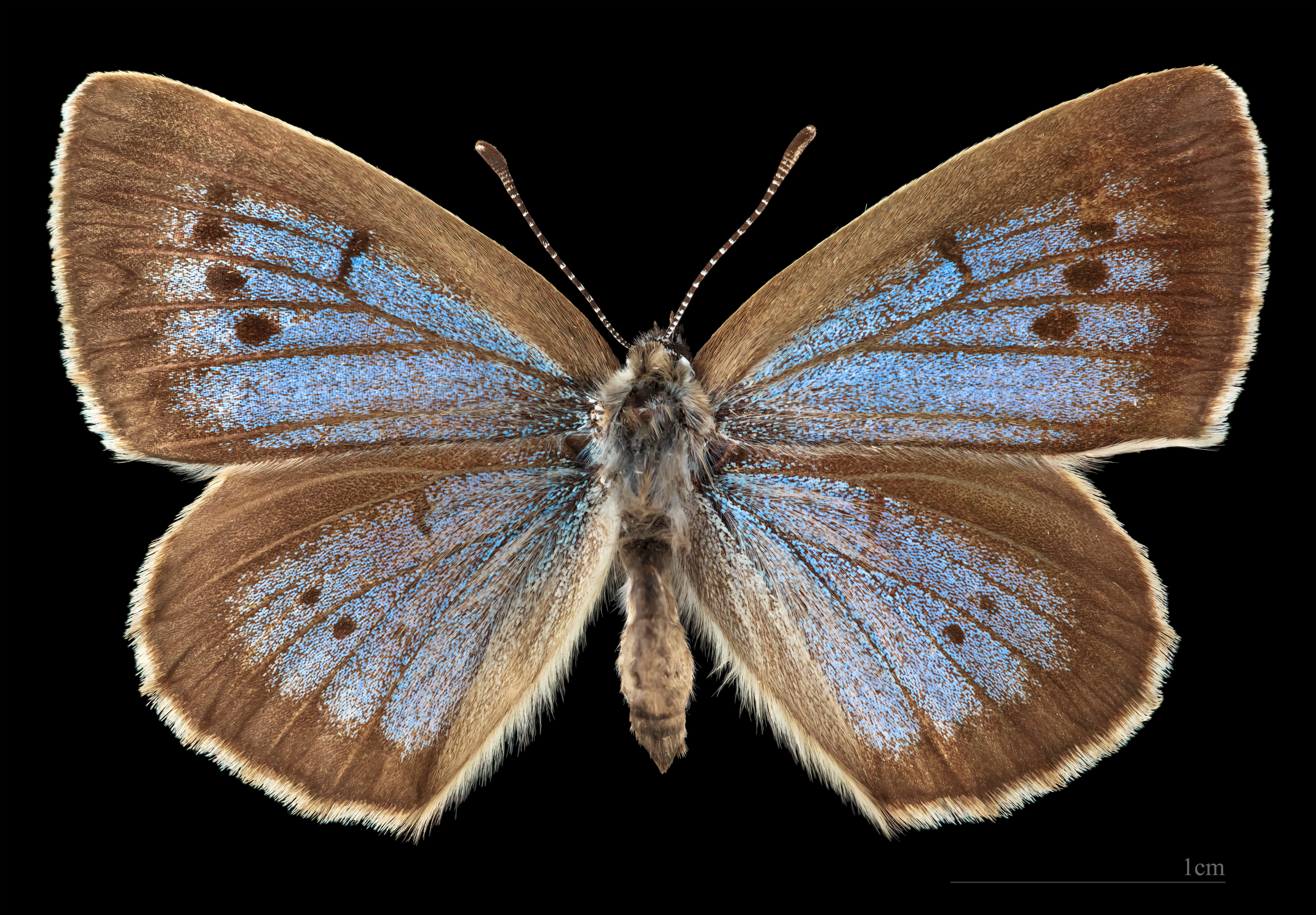
Phengaris t. teleius ♀
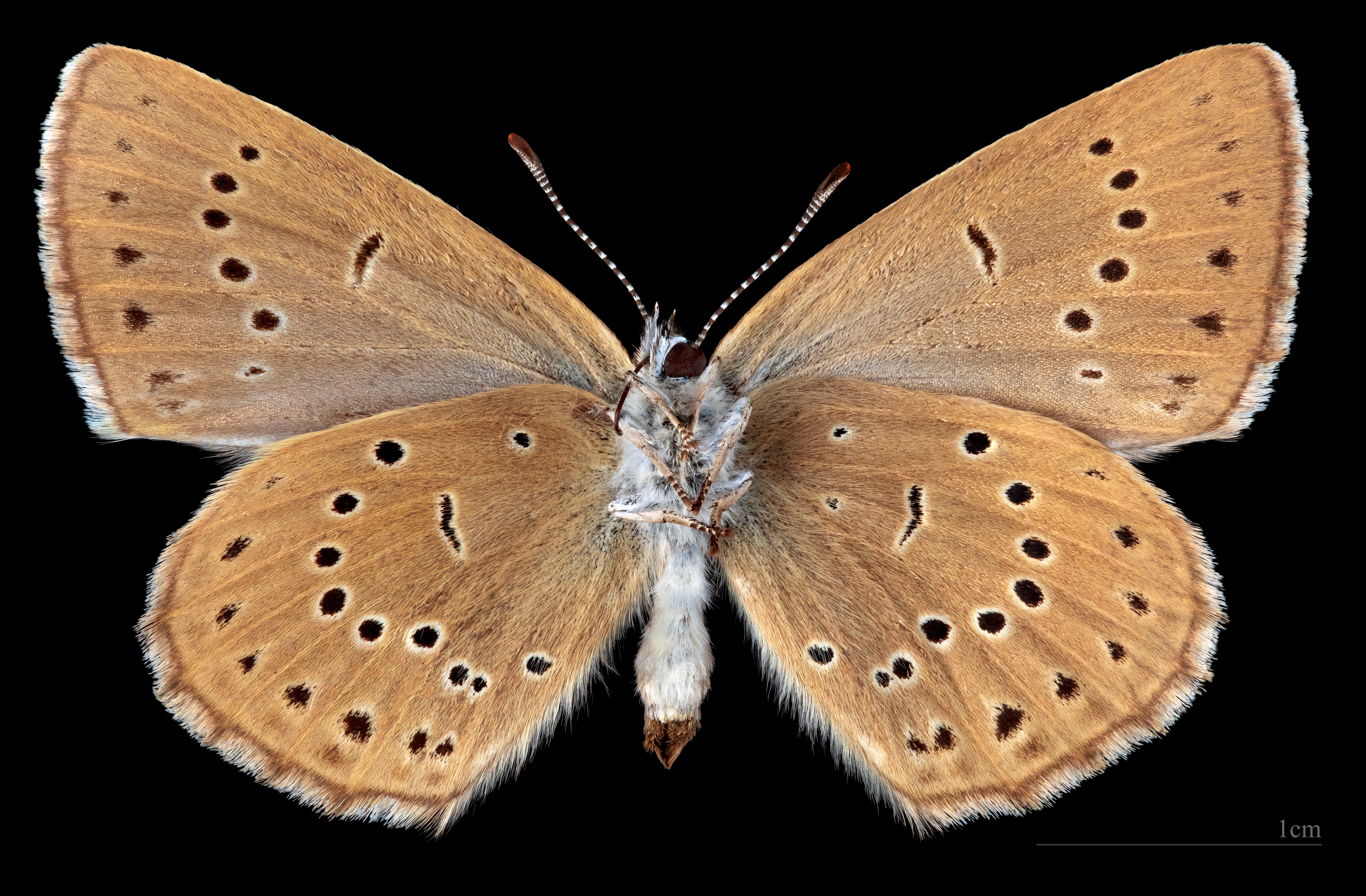
Phengaris t. teleius ♀ △

## 아종
6개의 아종이 있다.
- P. t. teleius 중앙 유럽, 캅카스, 북부 시베리아
- P. t. chosensis (Matsumura, 1927) 남부 우수리강
- P. t. euphemia (Staudinger, 1887) 아무르주, 우수리강
- P. t. obscurata (Staudinger, 1892) 자바이칼
- P. t. sinalcon Murayama, 1992 northern 중화인민공화국
- P. t. splendens (Kozhantshikov, 1924) 알타이산맥, 사얀산맥